# Irina Skobceva
Irina Konstantinova Skobceva (in russo Ирина Константиновна Скобцева?; Tula, 22 agosto 1927 – Mosca, 20 ottobre 2020) è stata un'attrice sovietica.

## Filmografia parziale
- Annuška, regia di Boris Barnet (1959)
- Belye noči, regia di Ivan Pyr'ev (1959)
- Sergino, regia di Georgij Danelija e Igor' Talankin (1960)
- Pjat'desjat na pjat'desjat, regia di Aleksandr Fajncimmer (1972)
- La steppa (Step), regia di Sergej Bondarčuk (1977)

## Premi
- Artista onorato della RSFSR (1965)
- Artista popolare della RSFSR (1974)
- Ordine dell'Amicizia (1997)
- Ordine d'onore (2018)